# Чхве Ду Сон
Чхве Ду Сон (кор. 최두선; 1 ноября 1894 — 9 сентября  1974) — корейский борец за независимость и политик, восьмой премьер-министр Республики Корея  с 17 декабря 1963 по 10 мая 1964 года, представитель своего государства в Генеральной Ассамблее ООН и руководитель корейского отделения Красного Креста.
Он стал первым председателем правительства при режиме Пак Чон Хи. Был вынужден уйти в отставку за полгода до окончания срока из-за своей позиции относительно дипломатических отношений с Японией. Вместе с тем присоединиться к оппозиции он отказался, зато посвятил себя литературе и преподавательской деятельности.